# Данилов Олександр Анатолійович
Олександр Анатолійович Данилов (біл. Аляксандр Анатолевіч Данілаў, рос. Александр Анатольевич Данилов, нар. 10 вересня 1980, Гомель, БРСР) — колишній білоруський футболіст, півзахисник.

## Клубна кар'єра
Вихованець футбольної школи футбольного клубу «Гомель», професійну ігрову кар'єру розпочав у цьому ж клубі у 1998 році. 2001 року перебував в оренді в іншому гомельському клубі — «ЗЛіН».
На початку 2005 року перейшов до клубу вищої ліги чемпіонату України харківського «Металіста». В українській першості дебютував 1 березня 2005 року у грі проти одеського «Чорноморця» (поразка 1:2). Протягом перших 2,5 сезонів у Харкові постійно потрапляв до стартового складу команди. Втратив місце в основі «Металіста» з початком сезону 2007—2008, а ще за півроку перейшов на правах вільного агента до донецького «Металурга». У складі «Металурга» нечасто з'являвся на полі у складі основної команди, зокрема в сезоні 2008—2009 лише одного разу вийшов на поле у матчах чемпіонату України.
На початку сезону 2009—2010 приєднався до київського «Арсенала», знов таки на умовах вільного трансферу.
2011 року повернувся на батьківщину, де спочатку провів декілька матчів за «Гомель», а 2012 року став гравцем мінського «Динамо». На початку січня 2014 Данилов залишив мінську команду в зв'язку з завершенням контракту.
У 2014 році залишався без клубу, жив разом з родиною в Києві. У лютому 2015 року прибув на перегляд в «Гомель», і в березні підписав контракт з цим клубом.

## Досягнення
- Чемпіон Білорусі (1) 2003
- Бронзовий призер чемпіонату Білорусі (3): 2011, 2012, 2013
- Володар Кубку Білорусі (1): 2002
- Бронзовий призер чемпіонату України (1): 2006/07